# روث گارسیا
روث گارسیا (انگلیسی: Ruth García؛ زادهٔ ۲۶ مارس ۱۹۸۷) بازیکن فوتبال اهل اسپانیا است.
از باشگاه‌هایی که در آن بازی کرده‌است می‌توان به باشگاه فوتبال زنان بارسلونا اشاره کرد.
وی همچنین در تیم‌های ملی فوتبال زنان اسپانیا بازی کرده‌است.